# Gling-Gló
Glin-Gló è l'unico album del gruppo Björk Guðmundsdóttir & Tríó Guðmundar Ingólfssonar, pubblicato nel 1990.
Si tratta di una raccolta di brani jazz famosi e di lavori originali.
Il disco in Islanda raggiunse il disco di platino, anche se negli altri paesi rimase quasi sconosciuto.
Glin-Glò è l'unico album del gruppo, nel 1991, a causa della morte per cancro del pianista Guðmundur Ingólfsson, il gruppo si sciolse. Björk Guðmundsdóttir pubblicò nel 1992 un nuovo album con la sua band storica, i The Sugarcubes, e l'anno successivo iniziò una carriera da solista.

## Tracce
1. Gling Gló – 2:42 (Alfreð Clausen, Kristín Engilbertsdóttir)
2. Luktar-Gvendur – 4:03 (Nat Simon, Eiríkur K. Eiríksson)
3. Kata Rokkar – 2:58 (Theodór Einarsson)
4. Pabbi Minn – 2:42 (Paul Burkhard, Þorsteinn Sveinsson)
5. Brestir Og Brak – 3:21 (Jón Múli Árnason, Jónas Árnason)
6. Ástartöfrar – 2:46 (Valdimar Auðunsson)
7. Bella Símamær – 2:37 (Mark Fontenoy, Loftur Guðmundsson)
8. Litli Tónlistarmadurinn – 3:25 (12. September)
9. Það Sést Ekki Sætari Mey – 4:03 (Irving Berlin, Loftur Guðmundsson)
10. Bílavísur – 2:40 (Jack Holmes, Jón Sigurðsson)
11. Tondeleyo – 3:33 (Sigfús Halldórsson, Tómas Guðmundsson)
12. Ég Veit Ei Hvað Skal Segja – 3:05 (Larry Coleman, Joe Darion, Norman Gimbel, Loftur Guðmundsson)
13. Í Dansi Með Þér – 2:28 (Pablo Beltrán Ruiz, Þorsteinn Sveinsson)
14. Börnin Við Tjörnina – 2:50 (Jenni Jónsson)
15. Ruby Baby – 4:06 (Jerry Leiber, Mike Stoller)
16. I Can't Help Loving That Man – 3:40 (Oscar Hammerstein II, Jerome Kern)

## Classifiche
| Classifica (1999) | Posizione |
| ----------------- | --------- |
| Islanda           | 6         |

### Classifiche di fine anno
| Classifica (2009) | Posizione |
| ----------------- | --------- |
| Islanda           | 40        |
| Classifica (2010) | Posizione |
| Islanda           | 30        |
| Classifica (2011) | Posizione |
| Islanda           | 41        |
| Classifica (2012) | Posizione |
| Islanda           | 52        |
| Classifica (2014) | Posizione |
| Islanda           | 43        |